# Милдјура
Милдјура (енгл. Mildura) је град Аустралији у савезној држави Викторија. Према попису из 2006. у граду је живело 30.016 становника.

## Становништво
Према попису, у граду је 2006. живело 30.016 становника.
| 1991.  | 1996.  | 2001.  | 2006.  |
| ------ | ------ | ------ | ------ |
| 23,176 | 24,142 | 28,062 | 30,016 |